# Klaus Diewald
Klaus Diewald (* 25. Dezember 1972) ist ein ehemaliger deutscher Radrennfahrer.

## Sportliche Laufbahn
Diewald war ein erfolgreicher Straßenfahrer im Juniorenbereich. 1989 und 1990 vertrat er den Bund Deutscher Radfahrer bei den UCI-Straßen-Weltmeisterschaften der Junioren. Bei den Amateuren siegte er 1993 auf einer Etappe der Thüringen-Rundfahrt und 1994 auf Etappen der Slowakei-Rundfahrt, der Neukaledonien-Rundfahrt und der Bayern-Rundfahrt, 1995 gewann er den Prolog der Rundfahrt in Bayern. In der Saison 1994 war Diewald mit 14 Siegen erfolgreichster Fahrer seines damaligen Vereins RSG Nürnberg.
1995 gewann er das Etappenrennen Flèche du Sud in Luxemburg. 1996 gewann er einen Tagesabschnitt der Tour de Normandie. 1999 siegte er im Rennen Grand Prix Winterthur. Diewald startete als Profi für das Radsportteam Team Nürnberger.